# 1813年高等民事法院法令
《1813年高等民事法院法令》（53 Geo III c. 64）是英國國會的一項法令，旨在改革蘇格蘭高等民事法院。該法令繼《1808年高等民事法院法令》及《1810年高等民事法院法令》之後進一步對高等民事法院進行改革，設立了兩個分院，即內院及外院。
該法令由《1988年高等民事法院法令》廢除。